# Blacy (Marne)
Blacy település Franciaországban, Marne megyében. Lakosainak száma 618 fő (2022. január 1.). Blacy Loisy-sur-Marne, Frignicourt, Glannes, Maisons-en-Champagne, Sompuis, Vitry-en-Perthois és Vitry-le-François községekkel határos.

## Népesség
A település népességének változása:
| Lakosok száma | 670  | 588  | 617  | 643  | 666  | 670  | 657  | 632  | 623  | 618  |
|               | 1968 | 1982 | 1990 | 2006 | 2013 | 2015 | 2017 | 2019 | 2020 | 2022 |